# Stanisław Bronny
Stanisław Bronny (ur. 11 maja 1916 w kolonii Gliniaki, obecnie miasto Dąbrowa Górnicza, zm. 16 listopada 1944 w Gołonogu) – członek ruchu oporu, związany z Armią Ludową. Stracony przez rozstrzelanie w grupowej egzekucji Siedmiu Szewców.

## Życiorys

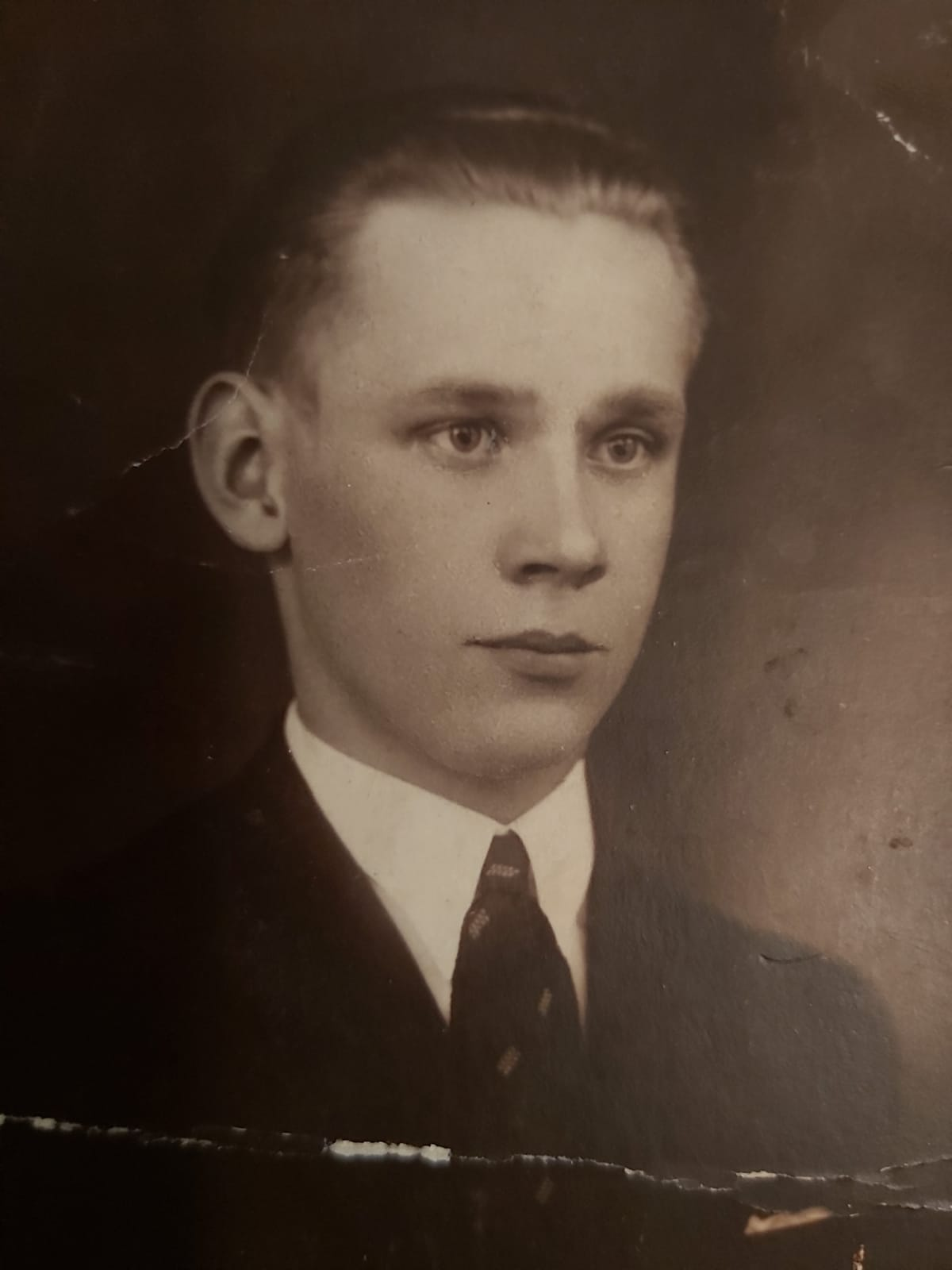

Był synem furmana Marcina Bronnego i Tekli z Korusiewiczów. 26 grudnia 1938 roku w kościele NMP Anielskiej w Dąbrowie Górniczej zawarł związek małżeński z osiemnastoletnią Zofią Furtakówną, z którą później miał dwie córki: Stefanię i Elżbietę. 
Podczas II wojny światowej wstąpił w szeregi organizacji zbrojnej PPR. W 1944 roku jako młody aelowiec był zaangażowany w sabotaż przemysłowy przeciwko okupantowi niemieckiemu na terenie kopalni "Paryż", gdzie zniszczył kilkanaście napędów elektrycznych i spowodował parokrotne wykolejenie niemieckich pociągów z węglem na podszybiu. Był aktywnym działaczem lewicowego ruchu oporu, utrzymywał kontakty z organizatorem struktur PPR w Zagłębiu Dąbrowskim - Romanem Śliwą pseudonim "Weber". Pracował w niemieckich warsztatach szewskich przy niegdysiejszej ulicy Krasowej w Gołonogu. 16 listopada 1944 roku wraz z innymi czeladnikami został oskarżony przez swojego pryncypała, obywatela niemieckiego Antoniego Mulika o współpracę z partyzantami z Armii Ludowej, którzy w tym dniu pod komendą majora Romana Piecucha napadli na budynek warsztatów szewskich i zrabowali: skóry, buty, rzemień, artykuły spożywcze oraz inne wartościowe przedmioty. Tego samego wieczoru ok. godz. 22:00, po bestialskim śledztwie został rozstrzelany razem z pozostałymi sześcioma szewcami pod murem posterunku żandarmerii niemieckiej przy dawnej ulicy Florowskiej w Gołonogu. Był najmłodszą z ofiar, miał 28 lat. Spoczywa na miejscowym cmentarzu w zbiorowej mogile Siedmiu Szewców. 